# Merycoidodontidae
I mericoidodontidi (Merycoidodontidae) o oreodontidi (Oroeodontidae), a volte chiamati "maiali ruminanti", sono una famiglia di artiodattili conosciuta solo allo stato fossile, caratteristica dell'Oligocene e del Miocene nordamericano.

## Una famiglia diversificata
Questo gruppo di mammiferi erbivori comprendeva animali con un corpo robusto e pesante, una testa generalmente corta con canini simili a zanne, piedi corti, a quattro dita e muniti di zoccoli. 
Gli oreodontidi sono imparentati alla lontana con i maiali, i cammelli e gli ippopotami, anche se qualcuno, ancora oggi, li classifica nel sottordine dei suiformi. Altri esperti, invece, li classificano insieme alle famiglie degli agriocheridi (Agriochoeridae) e dei cainoteridi (Cainotheriidae) nel sottordine, ora estinto, degli ancodonti (Ancodonta). Tutti, in ogni caso, si trovano d'accordo nel ritenere gli oreodonti artiodattili primitivi. Oltre cinquanta specie di oreodonti sono state classificate; di queste, la meglio conosciuta è di gran lunga Merycoidodon culbertsoni, precedentemente conosciuto anche come Oreodon. 
Altri oreodonti molto comuni nei ritrovamenti fossili sono i generi Brachycrus, Eporeodon, Leptauchenia, Merychyus, Mesoreodon, Promerychochoerus e Protoreodon. Altri generi relativamente ben conosciuti sono Desmatochoerus, Ticholeptes, Diplobunops, Hadrohyus, Merycochoerus, Paradesmatochoerus, Phenacocoelus, Sespia e Ustatochoerus. Nelle discussioni informali, spesso questi animali vengono chiamati (in modo non corretto) Oreodon.

## Dominatori delle praterie
Questi robusti mammiferi estinti brucarono nelle praterie e nelle savane di Nord e Centroamerica per molti milioni di anni nell'era Cenozoica. Apparsi circa 48 milioni di anni fa (nell'Eocene), gli oreodonti dominarono i paesaggi tra i 34 e i 23 milioni di anni fa, durante l'Oligocene e all'inizio del Miocene, epoche dominate da un clima secco. Misteriosamente, gli oreodonti scomparvero all'inizio del Pliocene, circa 4 milioni di anni fa, molto tempo prima della comparsa dell'uomo.
Oggi, i fossili delle mascelle e dei denti di oreodonti si ritrovano comunemente nei cosiddetti "Oreodon beds" delle badlands di Dakota del Sud, Nebraska e Wyoming. Molte ossa di oreodonti sono inoltre state trovate nel John Day Fossil Beds National Monument in Oregon.

## Galleria d'immagini

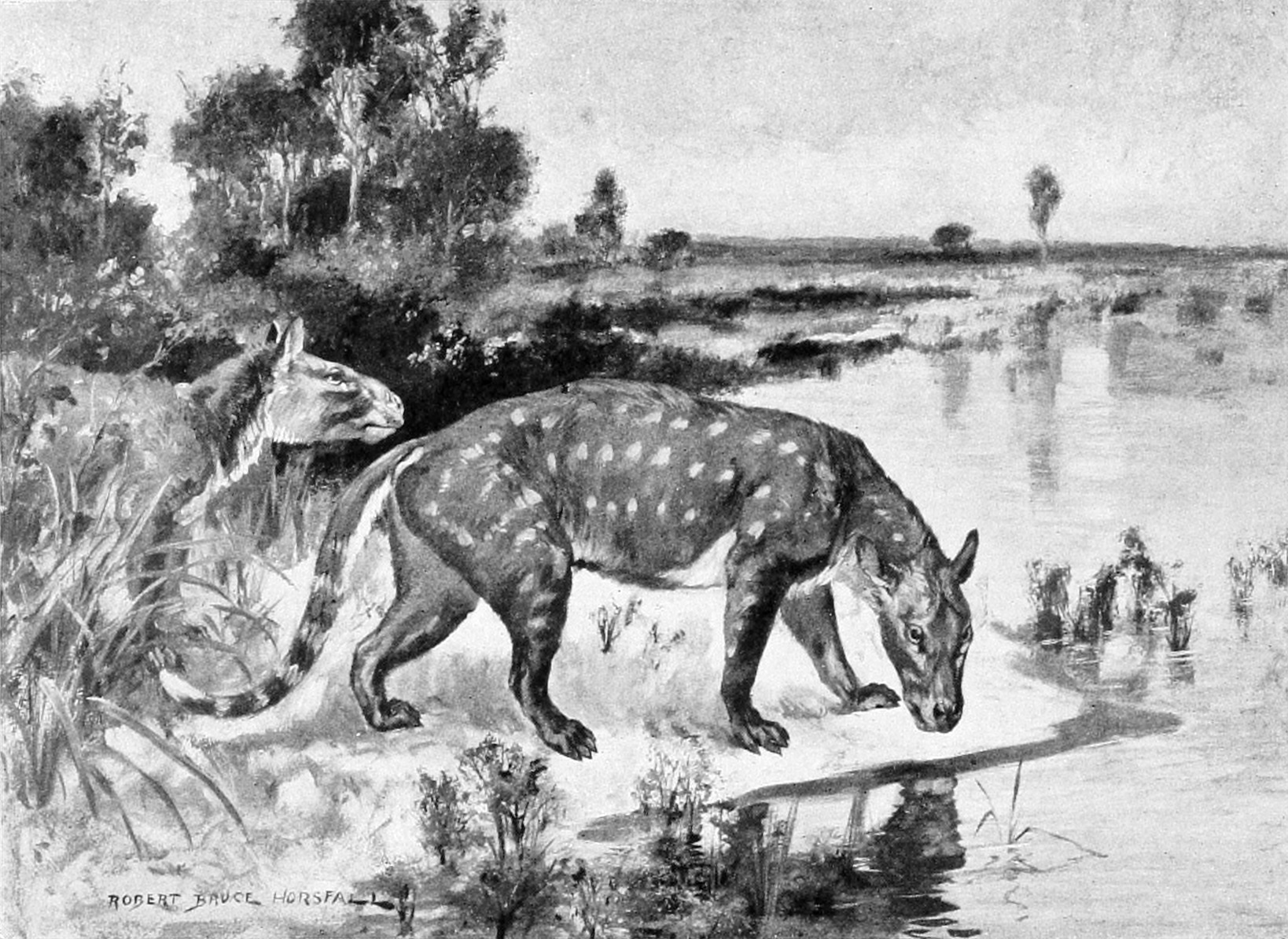
Agriochoerus
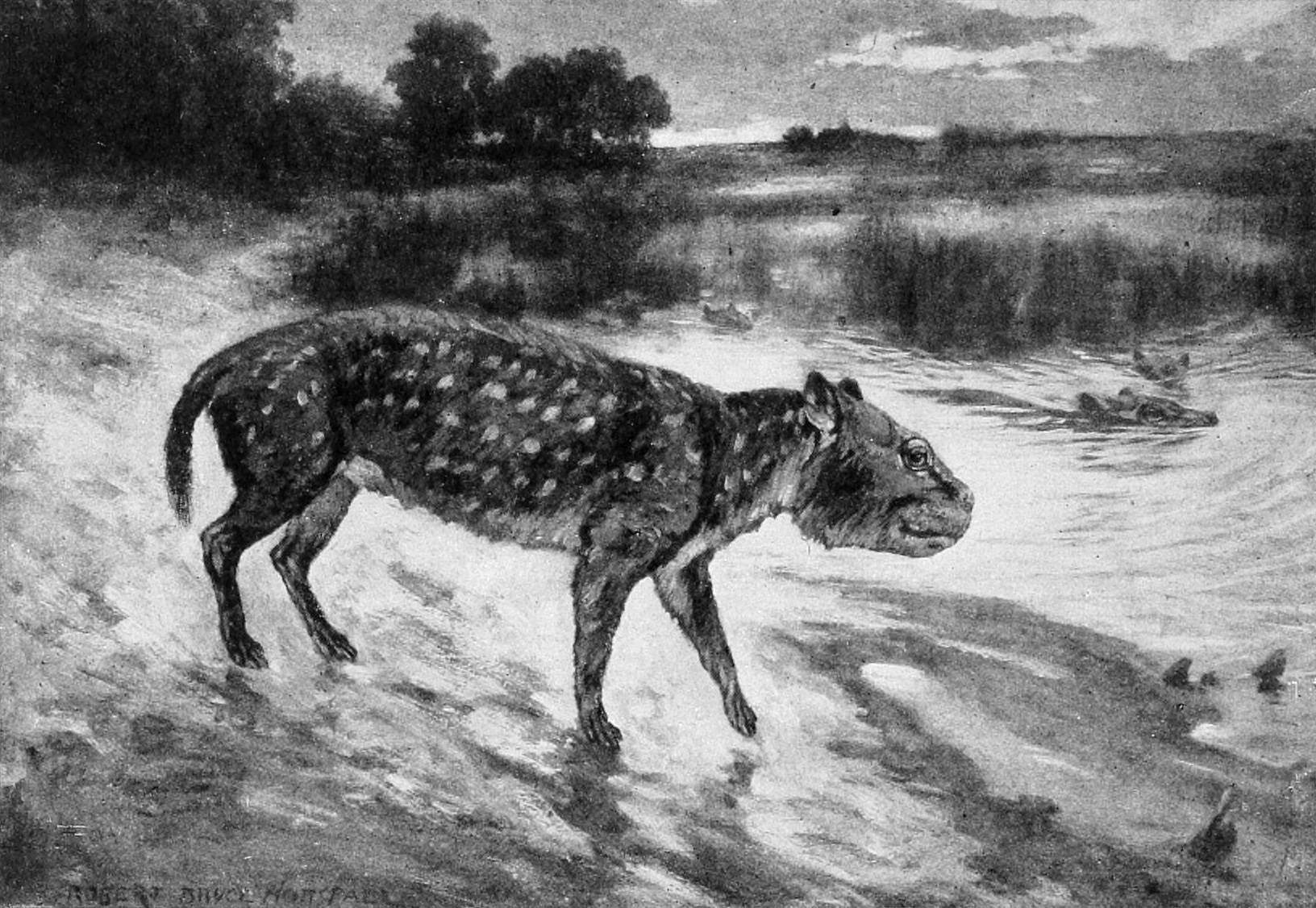
Leptauchenia
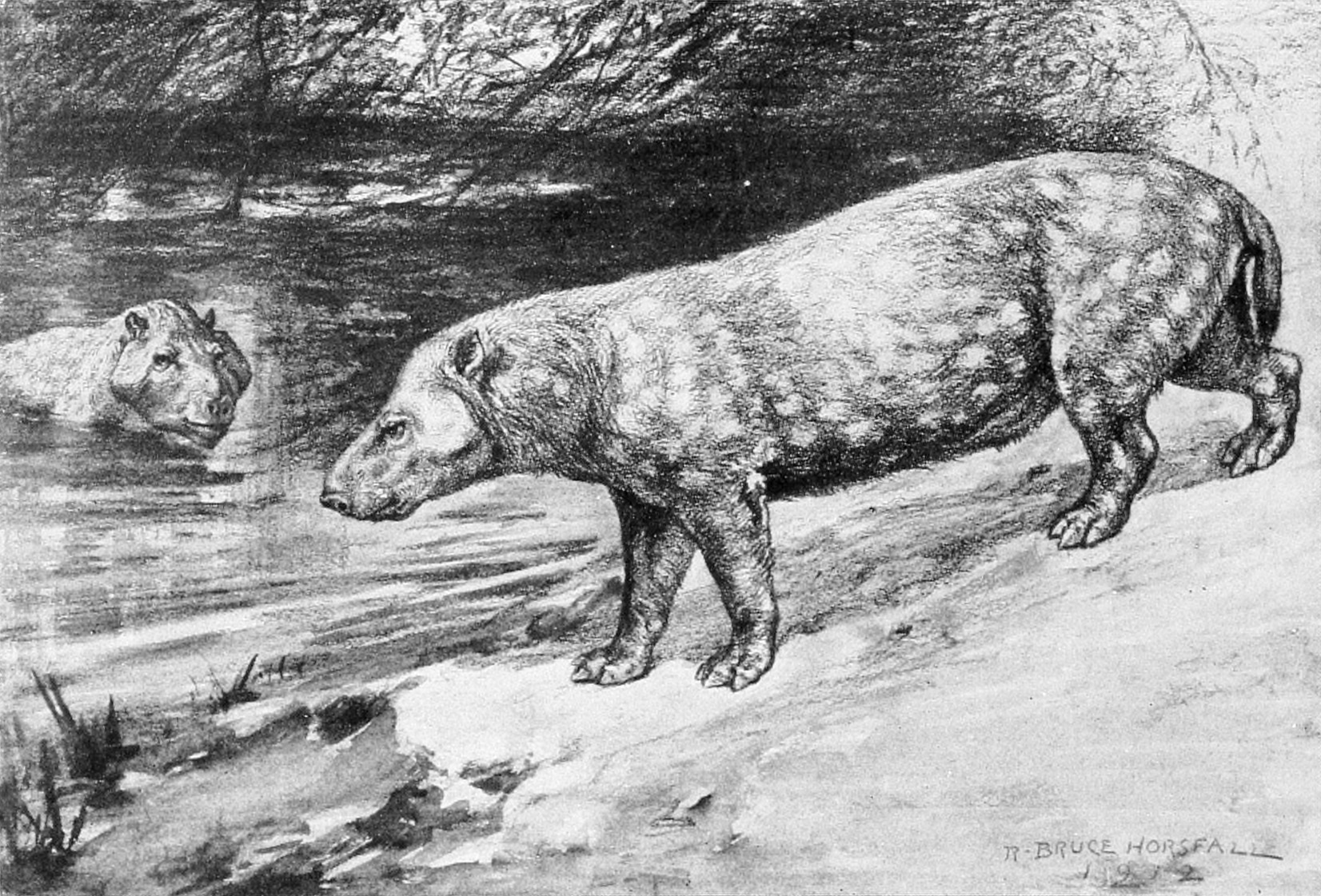
Promerycochoerus
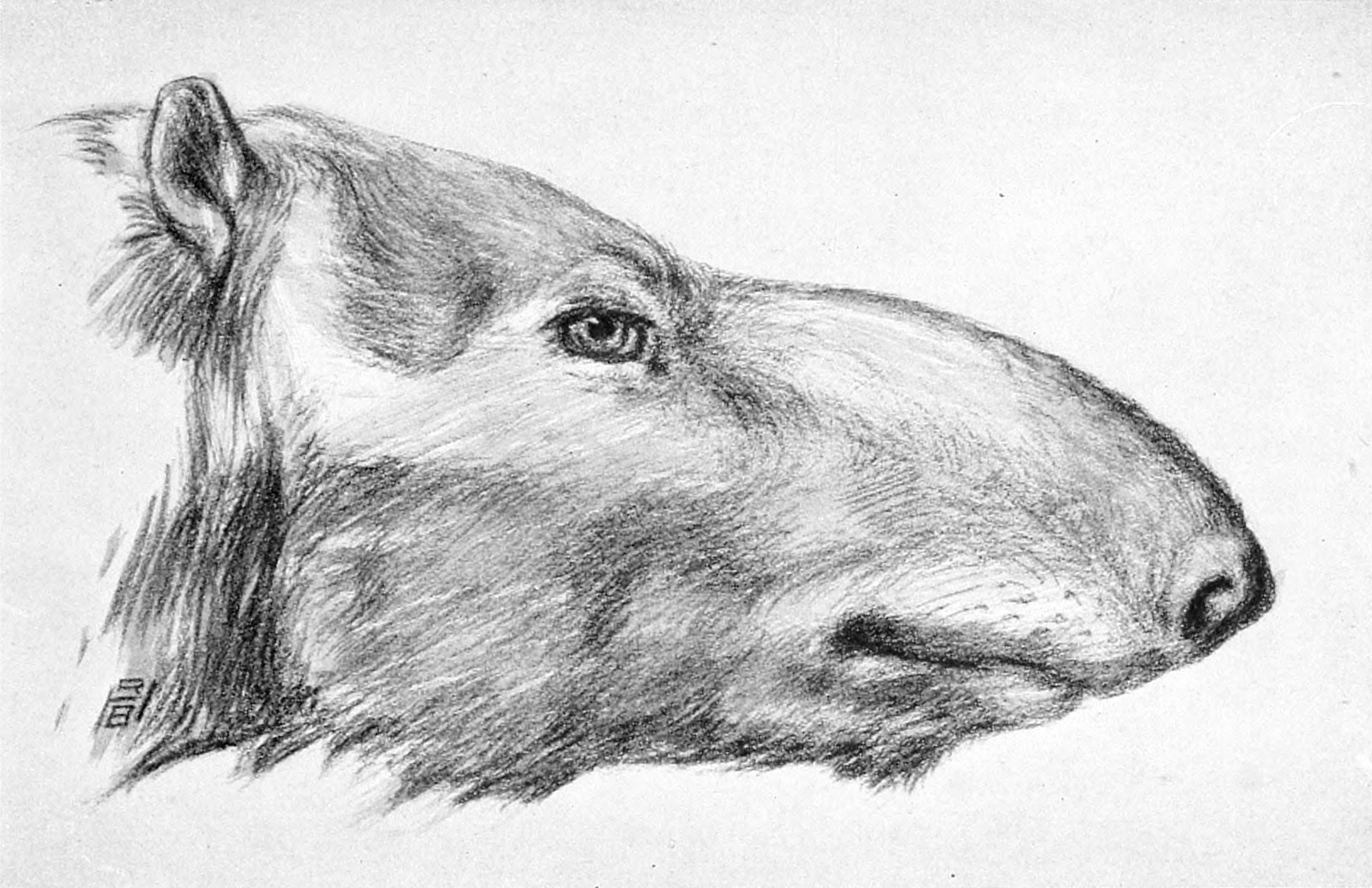
Merycochoerus
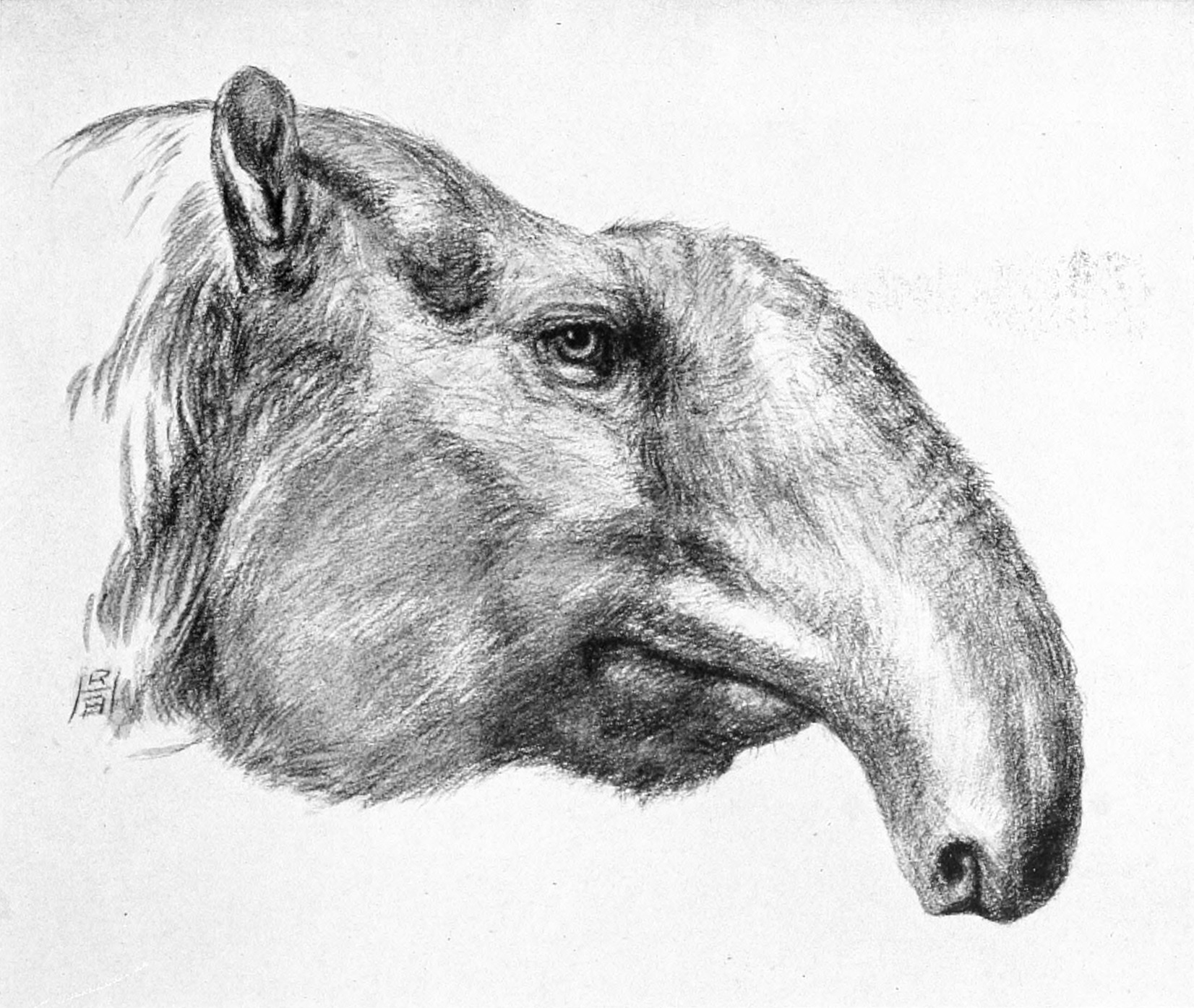
Brachycrus